# مارك هيرنغ
مارك هيرنغ (بالإنجليزية: Mark Herring)‏ هو محامي وسياسي أمريكي، ولد في 25 سبتمبر 1961 في جونسون سيتي في الولايات المتحدة. حزبياً، نشط في الحزب الديمقراطي. وقد انتخب عضو مجلس ولاية فرجينيا.

## وصلات خارجية
- الموقع الرسمي